# Ben-Hur (roman)
Pour les articles homonymes, voir Ben-Hur.
Ben-Hur (titre original : Ben-Hur : A Tale of the Christ) est un roman de l'écrivain américain Lewis Wallace publié en 1880 et qui relate l'histoire d'un prince juif fictif, Judah Ben-Hur, à l'époque de Jésus-Christ. 
En 1900, Ben-Hur devient aux États-Unis le roman le plus vendu du XIXe siècle, devançant La Case de l'oncle Tom de Harriet Beecher Stowe,.
En France, le roman est publié dès 1885. Il a été traduit dans plusieurs langues.

## Résumé
Jérusalem en l'an 15. Judah Ben-Hur, jeune héritier d'une des plus grandes familles de l'aristocratie juive, est accusé de tentative de meurtre par le procurateur de Judée, Valerius Gratus. Cette accusation découle d'un accident provoqué involontairement par sa sœur Tirzah. Il n'y a pas eu d'enquête avant la condamnation, et pas de témoin pouvant corroborer les faits.
La mère et la sœur de Judah Ben-Hur sont jetées en prison, ses biens sont confisqués et il est envoyé aux galères sur les ordres de Messala, son ami d'enfance romain, commandant de la garnison de Judée. Là, il rencontre un Romain nommé Arrius à qui il sauve la vie pendant une bataille navale. Arrius l'adopte et fait de lui son héritier. Devenu immensément riche, il peut profiter de cette fortune pour mener à bien son sombre dessein : la vengeance.
Ben-Hur rend ensuite visite à Simonide : ancien serviteur de son père, devenu riche marchand, qui réussit à préserver une grande partie du patrimoine de Ben-Hur, mais qui fut torturé par les Romains pour avoir plaidé sa cause. En même temps, Ben-Hur rencontre Esther, la fille du marchand ; elle tombe amoureuse de lui, lui aussi tombe sous le charme. Simonide engage par la suite un espion, Malluch, chargé de surveiller les moindres gestes de Ben-Hur ; ils deviendront amis. Ben-Hur, ayant prouvé à Simonide qu'il est bien le fils de Hur et qu'il est un homme honnête, reprend la fortune de son père.
Le cheik Ildérim le Généreux (un Arabe) l'engage comme conducteur de char, afin de gagner une course de chars prestigieuse. Ben-Hur affrontera dans l'arène Messala, celui qui l'avait envoyé aux galères pendant trois ans, dans une course de char : il l'humilie et le ruine grâce à des paris, vengeant ainsi la mort de sa mère et de sa sœur. La course, qu'il gagne à la tête d'un char mené par quatre magnifiques chevaux bais (Antarès, Altair, Aldébaran et Rigel), rendra Messala paraplégique.
Ponce Pilate, nouveau gouverneur romain, succède à Gratus et ordonne une inspection de toutes les prisons de Judée afin de vider les lieux et donc de relâcher d'éventuels condamnés sans motif. La mère de Ben-Hur et sa sœur sont ainsi libérées après huit années d'enfermement dans un cachot de la tour Antonia en Judée, mais elles ont la lèpre. Amrah, l'ancienne servante apprend qu'elles ne sont pas mortes, mais lépreuses. Cependant la mère refuse qu'elle dévoile la vérité à Ben-Hur afin de le préserver.
En parallèle, Ben-Hur monte une légion d'Israélites et de Galiléens dans le but de renverser Rome et d'accueillir le roi des Juifs. Ce dernier (aussi nommé le Nazaréen) fait des prodiges. Il a, par exemple, redonné la vue à des aveugles mais a surtout guéri de la lèpre la mère et la sœur de Ben-Hur. Témoin de tous ces miracles, Ben-Hur les retrouve, alors qu'il les croyait mortes.
Lors de la crucifixion du Messie ordonnée par les Romains, lorsque les prêtres et le peuple le traitent de menteur (« Si tu es le roi des Juifs, descends de ta croix !, crièrent-ils plus haut »), Ben-Hur pense que c'est le bon moment pour attaquer, mais seuls deux de ses hommes lui sont restés fidèles. Alors, incapable d'agir et constatant que le Christ n’appelle pas à la révolte, il abandonne son projet de vengeance.
Le Christ meurt et ne deviendra pas un roi politique comme beaucoup l'espéraient ; il est, en effet, d’après Balthazar l’Égyptien (un des rois mages), le Sauveur des âmes, un roi, certes, mais pas roi comme César : « sa souveraineté est toute spirituelle et non de ce monde ». Juste après sa mort, Balthazar meurt à son tour. Iras, sa fille, dont le charme n’avait pas laissé Ben-Hur indifférent, s’avère être l'espionne de Messala ; elle part rejoindre le Romain et abandonne son père.
Épilogue : Ben-Hur épouse Esther, ils ont deux enfants et font partie des tout premiers chrétiens. Iras, venue leur rendre visite, leur apprend qu'elle a tué Messala parce qu’il lui a fait du mal ; elle admet alors qu'un Romain est une brute.

## Extrait
Livre V, partie XII intitulée « Triomphe et vengeance » (édition: Gallimard, Collection 1000 soleils or)
« Au début de la course, Ben-Hur était à l'extrême gauche des six quadriges. Pendant un instant, il avait été, comme les autres, aveuglé par la lumière éblouissante qui inondait l'arène. Il ne tarda pas toutefois à reconnaître ses adversaires et à deviner leur plan. Son attention se portait surtout sur Messala, qui, lui était plus qu'un adversaire: un mortel ennemi. Ce dernier, plus impassible et plus hautain que jamais, avait jeté sur Ben-Hur un regard qui dévoilait la cruauté de son âme et sa décision irrévocable de vaincre le Juif par n'importe quels moyens. Ben-Hur, de son côté, était plus que jamais résolu à humilier son adversaire en dépit de tous les obstacles ; dût-il en coûter sa propre vie. Sûr de lui, il attendait avec calme le moment opportun qui assurerait son triomphe.
L'habileté avec laquelle il avait pu, de l'extrême gauche, gagner la droite sans perdre de temps appréciable n'avait pas échappé aux yeux des assistants ; le cirque sembla crouler sous les applaudissements. Esther joignit les mains dans un mouvement de joie, et Semballat, toujours souriant, continua à offrir ses sesterces, mais sans succès.
Les Romains commençaient à avoir un doute. Ils se demandaient si Messala n'avait pas trouvé son égal, peut-être son maître, un Juif ! »

## Adaptations

### Au cinéma
- 1907 : Ben-Hur, court-métrage américain de Sidney Olcott, avec Herman Rottger (Ben-Hur).
- 1925 : Ben-Hur, film américain de Fred Niblo, avec Ramon Novarro (Ben-Hur).
- 1959 : Ben-Hur, film américain de William Wyler, avec Charlton Heston (Ben-Hur).
- 2003 : Ben-Hur, film d'animation américain de Bill Kowalchuk, avec la voix de Charlton Heston (Ben-Hur).
- 2016 : Ben-Hur, film américain de  Timur Bekmambetov, avec Jack Huston (Ben-Hur).
- Dans un registre parodique, Coluche a interprété le rôle de Ben-Hur Marcel dans le film Deux heures moins le quart avant Jésus-Christ de Jean Yanne.

### À la télévision
- 2010 : Ben-Hur, mini-série européenne réalisée par Steve Shill, avec Joseph Morgan (Ben-Hur).

### Spectacle
Ben-Hur Vivant (tournée européenne de 1962 à 1966). Grandiose spectacle sous le chapiteau du Grand cirque de France (directeurs-propriétaires Lucien Jeannet, Alexis Grüss senior, André Grüss). Avec la collaboration de Radio Luxembourg. Sous ce chapiteau de 5 000 places assises, avec une piste-hippodrome d'environ 50 m de long, étaient présentés la course de char, la bataille des galères, les jeux romains, l'histoire du Christ, et une vingtaine d'autres tableaux, avec des dizaines de chevaux, fauves... et plus de 150 acteurs.  
- Ben-Hur, spectacle français de Robert Hossein (septembre 2006 au stade de France).

### À la radio
- La course de char de Ben-Hur a été le sujet d'une émission radiophonique sur Radio Luxembourg : La radio était là, réalisée par Jacques Lafond, écrite et interprétée par Jean Maurel au côté d’André Bourillonet.

## Premières éditions françaises
- 1885 : Ben-Hur de Lew Wallace Éditions Grassart, Paris (OCLC 35651707)[4]
- 1893 : Ben-Hur de Lewis Wallace. Éditions Henri Mignot, Lausanne (Suisse), Éditions Grassart, Paris. Traducteur : Joseph Autier (pseudonyme de Louise Cornaz), 533 p[5]. À lire en ligne :